# タラワ級強襲揚陸艦
タラワ級強襲揚陸艦（タラワきゅうきょうしゅうようりくかん、英語: Tarawa-class amphibious assault ship）は、アメリカ海軍の強襲揚陸艦（LHA）の艦級。
1969年度から1971年度で計5隻が建造され、全通飛行甲板による航空運用機能とウェルドックによる上陸用舟艇の運用機能を兼ね備えた新しい揚陸艦として活躍したが、新型舟艇・航空機に適合しにくい部分があり、2015年までに運用を終了した。基本計画番号はSCB-410。

## 来歴

### LPHとLPDの誕生
ヘリコプターの発達を受けて、アメリカ海兵隊では水陸両用作戦でのヘリボーン戦術の活用について模索していた。また海軍も、その洋上拠点となるヘリ空母についての検討を進めており、当初はAPA-Mと仮称されていた。実験的に護衛空母「セティス・ベイ」を改装したのち、まず1958年度から1966年度にかけて、ヘリコプター揚陸艦（LPH）としてイオー・ジマ級7隻が建造された。またこれと並行して、ヘリコプターの運用能力は妥協しつつ、上陸用舟艇の運用能力を強化したドック型輸送揚陸艦（LPD）の計画も進められ、1959年度よりローリー級の建造が開始された。
APA-M試案の段階では上陸用舟艇のためのウェルドックが設けられていたが、実際に建造されたイオー・ジマ級では削除されており、LPHとLPDとを揚陸輸送艦 (LPA) と貨物揚陸艦（LKA）のように補完しあって運用させることが構想された。その後、1963年に行われた上陸戦能力に関する再検討により、このままでは艦隊としての重装備の揚陸能力が不足することが判明したことから、イオー・ジマ級の最後2隻にウェルドックを追加することも検討されたものの、結局は最終7番艦にLCVP 2隻のためのボートダビットを追加するに留まった。

### CNAによる検討
この情勢を踏まえて、1964年11月、海軍作戦部長は海軍分析センター（CNA）に対し、1980年代に向けて必要な水陸両用作戦能力についての研究を依頼した。この研究を通じて、CNAはLPHとLPDを統合した新型艦を検討するようになり、1965年2月23日、艦船局（BuShips）に対して大型で多用途性が高い揚陸艦の試案作成を依頼した。1965年3月31日に提出された報告では、満載排水量49,200トン、イオー・ジマ級よりも一回り大きな飛行甲板の下にLPDと同様のウェルドックが設けられ、その前方を車両・資機材の搭載スペースとしており、LPH、AKA、LSD、そしてLSTをも代替しうるものとされていた。
海兵隊は、この設計ではウェルドックへの依存が大きすぎて冗長性に乏しく、例えばドックの後部ハッチが故障すると作戦全体に支障をきたすことに難色を示した。一方、作戦部長府（OpNav）は複数艦を少数の大型艦に統合することによるコスト低減を評価しており、基本計画審議委員会（SCB）は、艦船局に対し、更にいくつかの試案を作成するように命じた。これらの検討を経て、この新型艦はLHA (Landing helicopter assault) と称されるようになり、1966年7月より正式な計画が開始された。
従来であれば艦船局の試案がそのまま設計案に発展するが、当時のロバート・マクナマラ国防長官は、航空機と同様、艦船の設計もできるかぎり民間に委任することで効率化できると考えており、要求仕様を提示するのではなく、提案依頼書（RFP）に基づいて事業者側からの提案を競合させるという調達方式が採用された。1967年2月には全体開発計画（total development program, TDP）が承認され、1968年7月には、リットン・インダストリーズが受注を獲得した。これによって建造されたのが本級である。

## 設計
本級の船体は、上部が空母形式で、後半部に格納庫とウェルドックを設け、前半部には上陸部隊の居住区画、車両・装備品の搭載区画などが設けられた。先行するイオー・ジマ級よりもかなり大型化し、第二次世界大戦世代のエセックス級航空母艦を凌ぐ大型艦となった。リットン社の設計案はよく統合されて革新的であると評されたが、特に船体後半部の強度不足が懸念されたことから、これに対応するため船殻重量は977トン増加し、その代償としてドックや格納庫内の支柱の削減や格納庫の甲板高さの削減などが行われた。なおリットン社の設計案はレオポルド博士のチームによって作成されたが、このチームはスプルーアンス級駆逐艦や急速配備補給艦（FDL; 後に計画中止）の設計にも携わった。
機関はギアード・タービン方式で、ボイラー2缶、蒸気タービン2基により、二段減速機を介して2軸のスクリュープロペラを駆動する。上記の通り、船体規模はエセックス級と同程度であるのに対し、主機出力はその40パーセント程度となった。ネームシップの海上公試では25.3ノットを記録しており、持続速力は22ノットとされた。ベトナム戦争では、エンジン出力を上げにくい高温環境において、満載状態のヘリコプターの発艦に困難を伴った例があったことから、速力は航空運用機能のためにも重要であった。蒸気性状は圧力600 lbf/in2 (42 kgf/cm2)、温度900 °F (482 °C)とされた。なお本級のボイラーは、アメリカ軍艦に搭載されたものとしては史上最大であった。
電源としては、出力2,500キロワットの発電機4基、2,000キロワットの発電機2基、そして150キロワットの発電機4基を搭載し、合計出力14,600キロワットを確保した。

## 能力
上記の経緯により、本級はヘリコプター揚陸艦（LPH）にドック型揚陸艦（LSD）、更に貨物揚陸艦（LKA）や揚陸指揮艦（LCC）の各機能を兼備した充実した能力を備えている。

### 航空運用機能

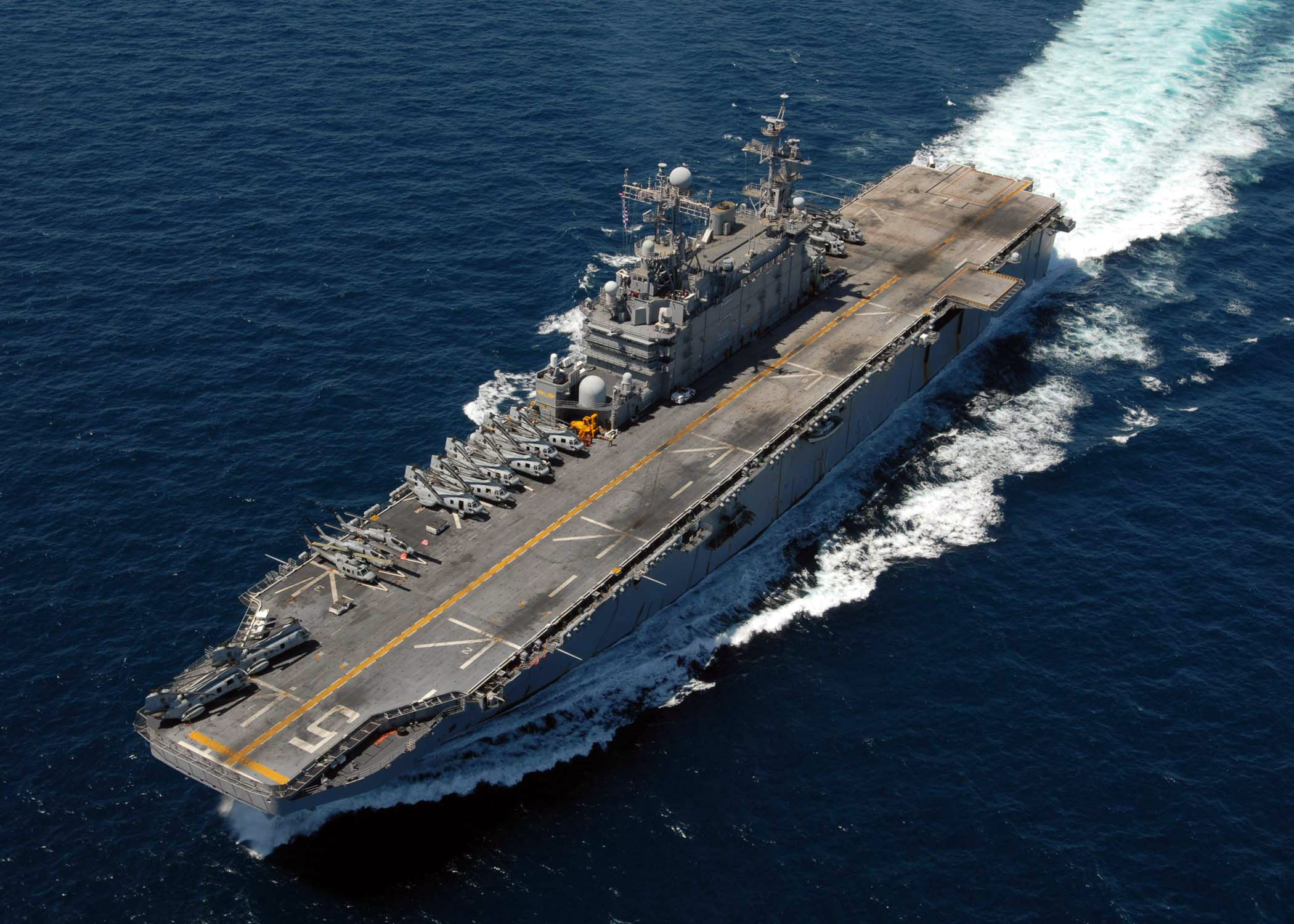
「ペリリュー」の飛行甲板

全通飛行甲板は長さ250メートル×幅36メートルを確保して、中型のCH-46なら12機、大型のCH-53でも9機を同時に運用できる。飛行甲板と格納庫を連絡するため、左舷後方と艦尾甲板に1基ずつのエレベーターが設置されており、左舷側のエレベーターは折りたたみ可能なデッキサイド式とされた。また艦尾側のエレベーターはウェルドック内まで下降させることができる。
ギャラリーデッキを挟んで下方には、船体の後方を中心として、全長の1⁄3におよぶ格納庫が設けられており、床面積は1,800平方メートルとされる。2層分の高さを確保しており、前方部では20フィート (6.1 m)、後方部では23.6フィート (7.2 m)の高さがあった。船体の大型化に伴ってイオー・ジマ級よりも搭載可能な機数も増加しており、CH-46なら最大で38機を収容できた。標準的な搭載数は、CH-46輸送ヘリコプター16機、CH-53輸送ヘリコプター8機、UH-1N汎用ヘリコプター4機、そしてAH-1J攻撃ヘリコプター6機であった。なお航空燃料の搭載量はJP-5 1,200トン（400,000ガロン）とされる。
イオー・ジマ級では護衛空母としての対潜戦任務も想定されていたのに対し、本級ではこの要求は削除された。一方、本級の就役までに、海兵隊はAV-8Aハリアー攻撃機の運用を開始しており、本級にも搭載された。標準的な海兵上陸部隊（MAU）の編制では6機のハリアーが含まれていた。また1981年の演習では、「ナッソー」を用いて制海艦としての運用試験が行われ、19機のAV-8Aを搭載しての行動を実施しており、その後の研究で、ハリアー20機とSH-60B LAMPSヘリコプター4～6機を搭載しての行動が可能であると結論された。湾岸戦争の際には、実際に「ナッソー」にAV-8B 20機を搭載して「ハリアー空母」としての作戦行動が実施されており、砂漠の嵐作戦の最終週には、1日あたり60ソーティもの出撃が実施された。
なお本級では、飛行甲板の長さを活かして、垂直離着陸機ではない固定翼機ながら短距離離着陸（STOL）性能に優れたOV-10の搭載も可能であった。

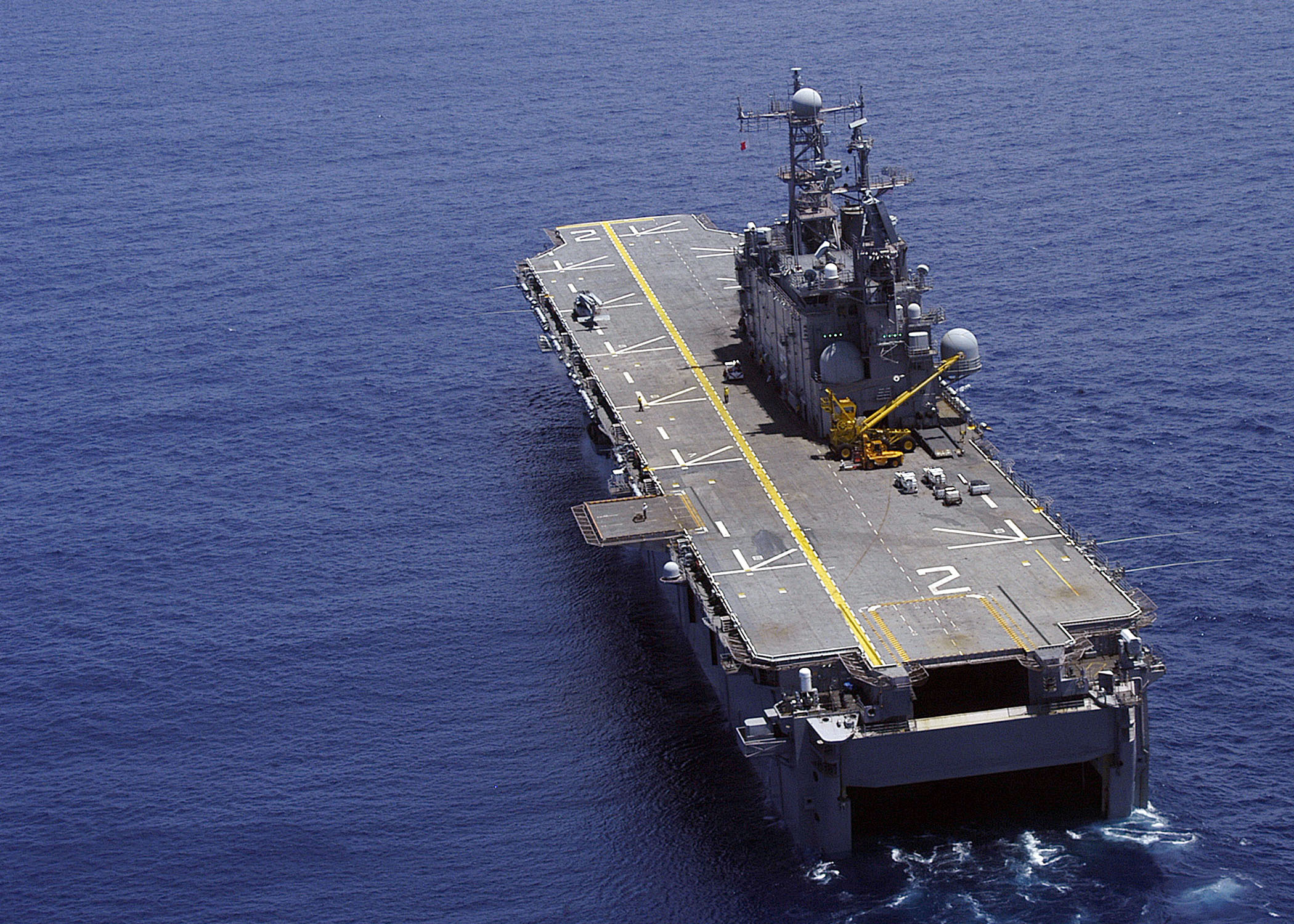
「サイパン」の飛行甲板、左後方からの写真
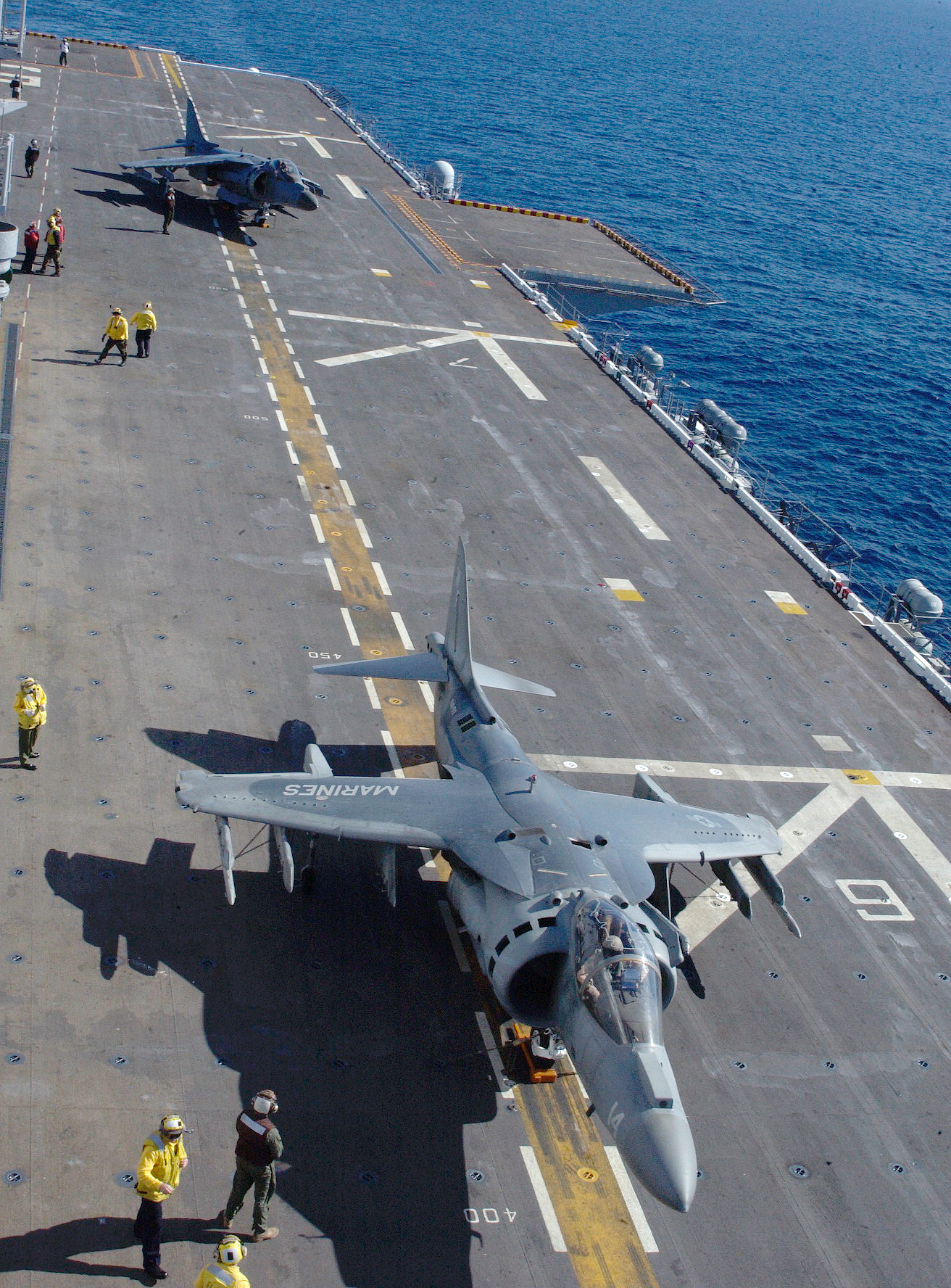
「ペリリュー」艦上で発進を待つAV-8B+
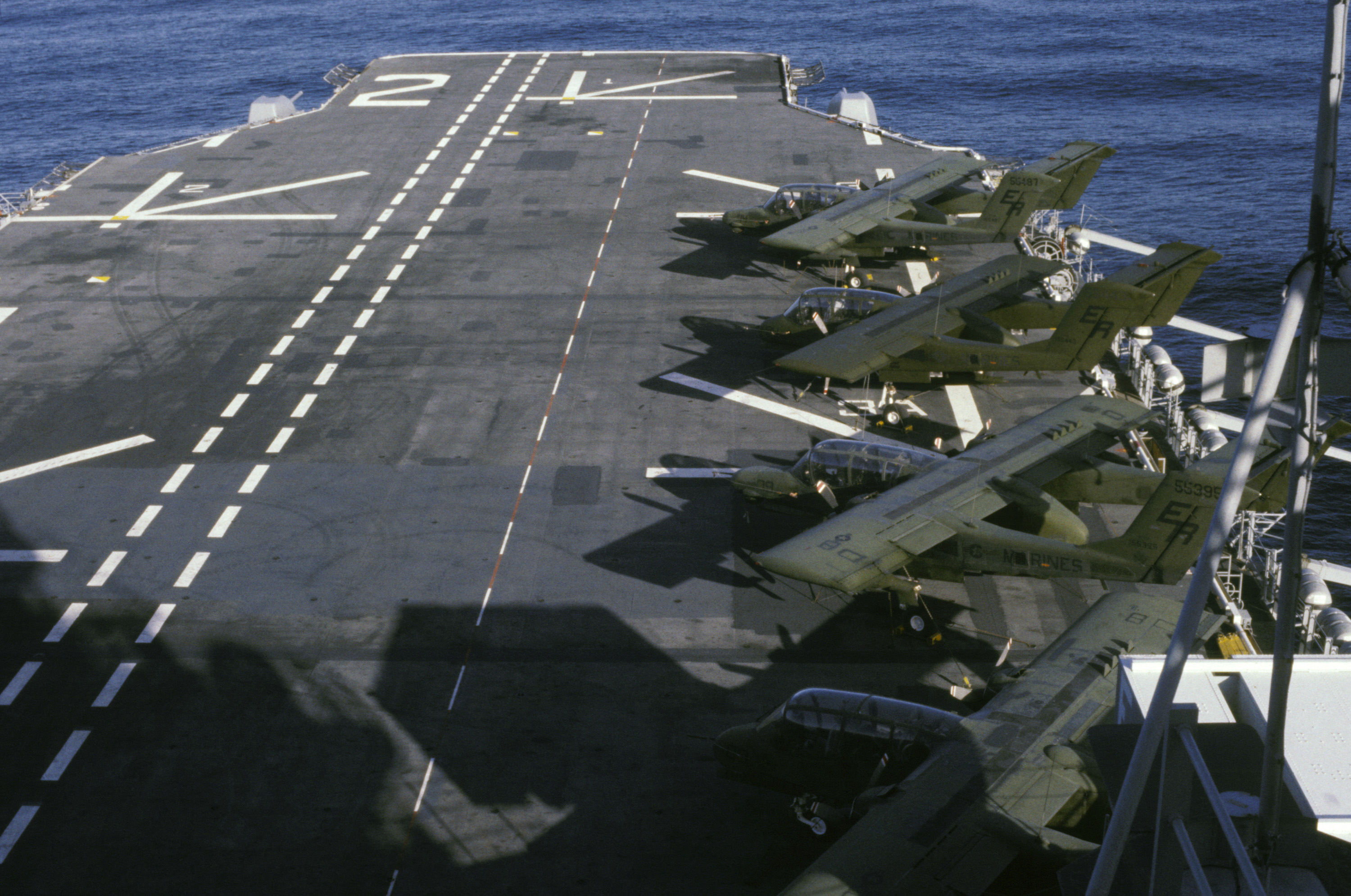
「サイパン」艦上に展開したOV-10

### 輸送揚陸機能

「ベロー・ウッド」後方からLCUがウェルドックに進入しようとしている。

本級は1個大隊揚陸チーム（BLT）を基幹とする海兵上陸部隊（MAU）の主力を収容できるように設計された。2.9時間でその強襲部隊を上陸展開することが求められたが、これは毎時511容積トンの資機材を揚陸することを意味した。上陸部隊1,903名と幕僚119名を乗艦させることができ、全員分の寝台が設けられている。その装備を収容するため、艦内には、格納庫とは別に車両甲板24,416平方フィート (2,268.3 m2)と貨物搭載スペース107,000立方フィート (3,000 m3)が設けられた。ドックのある最下層の車両甲板から格納庫甲板、更に飛行甲板までランプが設けられており、車両は自走で移動することができる。
船体の後端部には長さ80メートル×幅23.4メートルのウェルドックが設けられており、上陸用舟艇としては、LCUであれば4隻、LCM (6)であれば20隻、LVTであれば52両を収容できた。船内の自由水が船体の動揺に与える悪影響を抑えるため、ウェルドックの中央部には仕切り板が設けられた。ドライカーゴを船倉からLCUの舷側まで自動的に送ることができるよう、同部には貨物移送用のベルトコンベアが設置された。これは非常に先進的なシステムだったが、後にLCAC-1級エア・クッション型揚陸艇が配備されると、ウェルドックの大きさにも関わらず、この仕切り板やベルトコンベアが邪魔になって1隻しか搭載できず、重大な制約となった。またこの他、飛行甲板上にLCVPとLCM (6)を2隻ずつ搭載可能であり、こちらはクレーンで揚降する。
なお医療施設も充実しており、手術室やX線撮影室、病室や隔離室、血液検査室、薬局、歯科治療室を備え、病床は300床を確保可能とされた。

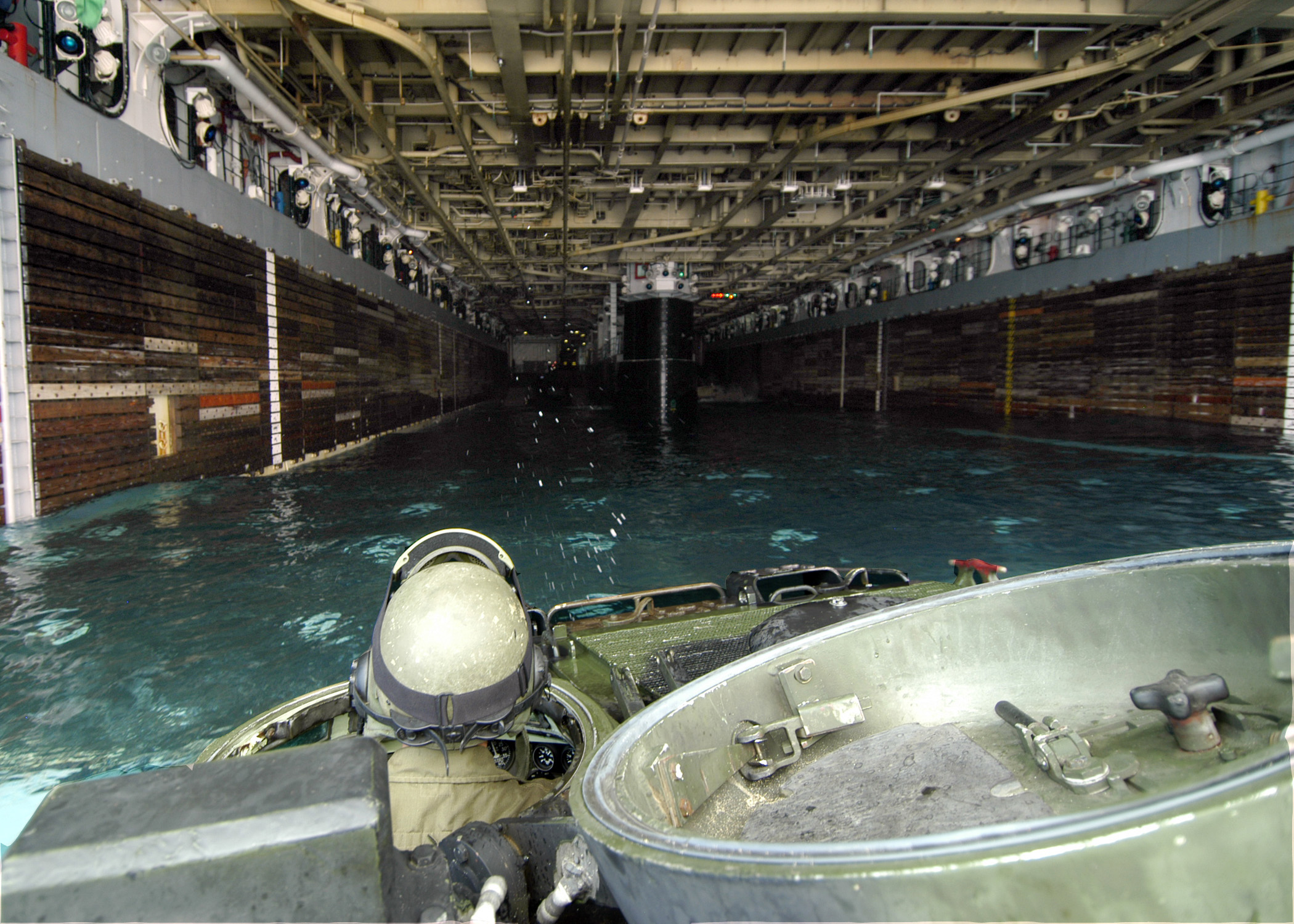
「ペリリュー」のウェルドック内に進入したAAV。奥に仕切り板が見えている。
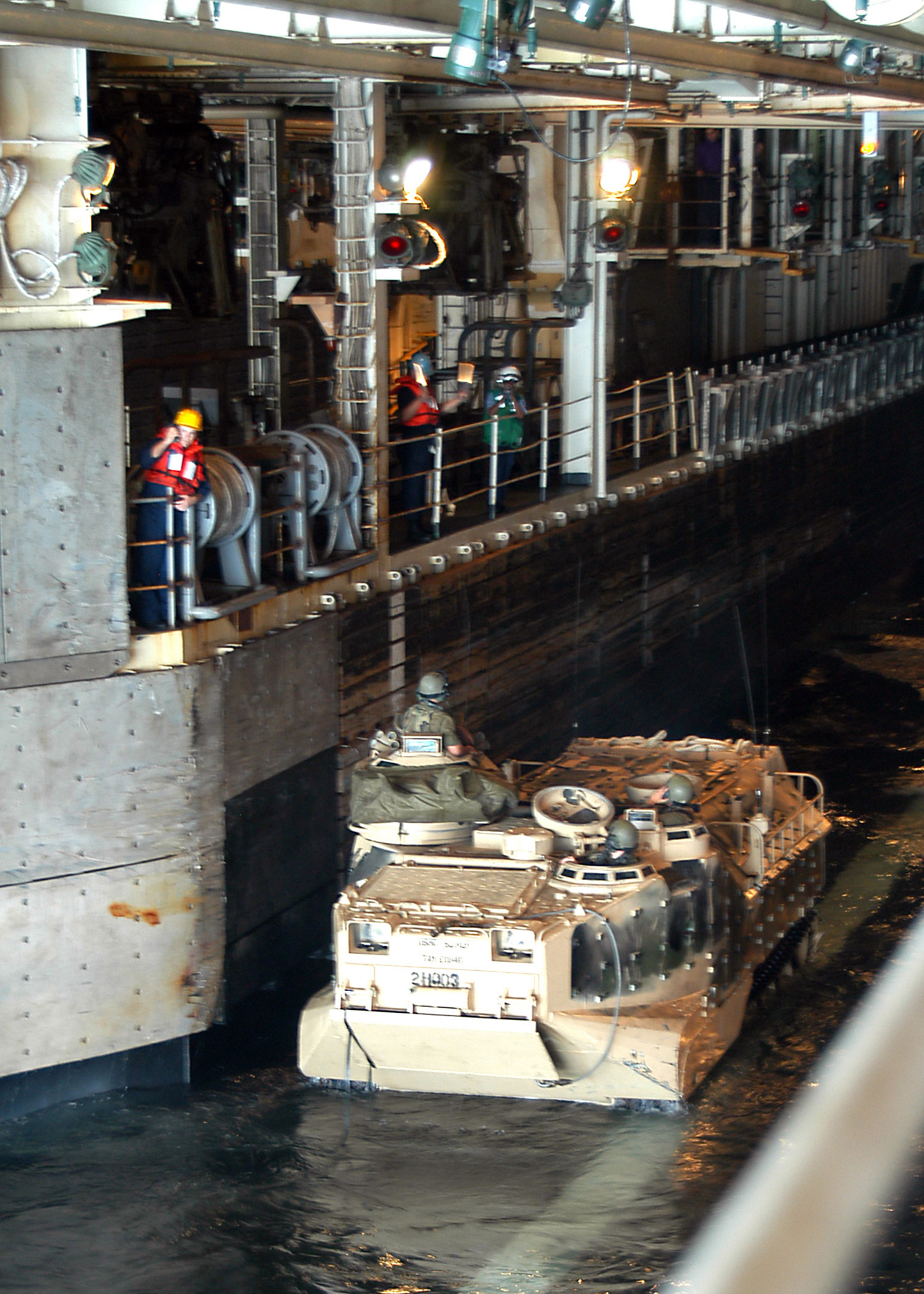
「サイパン」ウェルドック内の仕切り板部分。

### 個艦防御機能

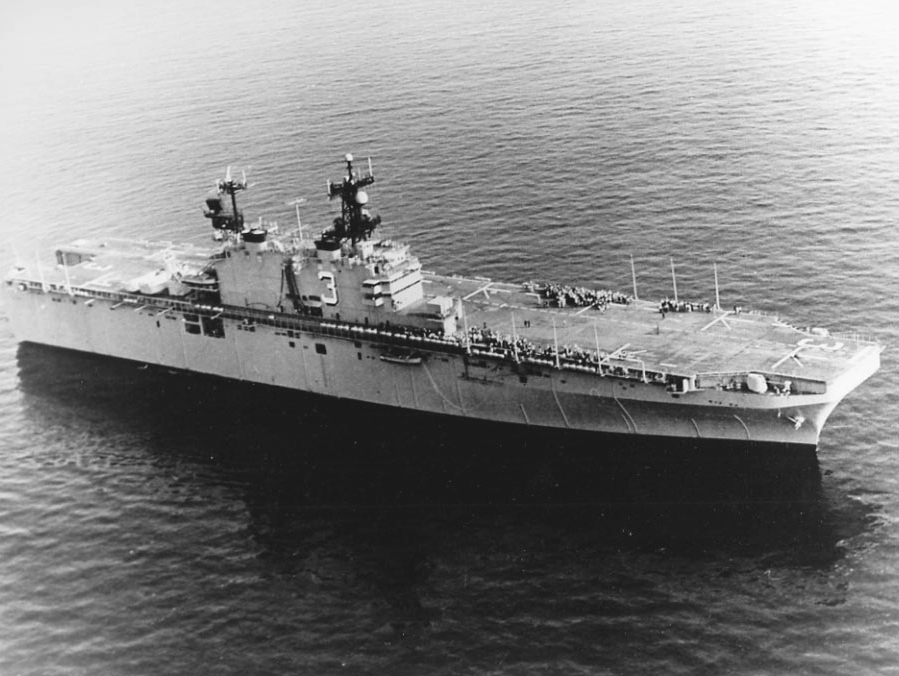
1978年当時の「ベロー・ウッド」。艦砲などが維持されている。

本級では、艦砲として、飛行甲板の切り欠き部分に54口径127mm単装砲（Mk.45 5インチ砲）3基（艦首2基、艦尾1基）を搭載した。コスト削減のため、在庫の50口径76mm連装速射砲（Mk.33 3インチ砲）に変更することも検討されたものの、当初設計どおりに5インチ砲が搭載され、Mk.86 砲射撃指揮装置（GFCS）による管制を受けた。これは主として艦砲射撃による火力支援のために用いられたが、限定的な対空兵器としての運用も可能であった。その後、5インチ砲は1990年代初頭に撤去され、GFCSも1998年から1999年にかけて撤去された。
また竣工時には、シースパローBPDMSのMk.25 8連装発射機2基を搭載し、Mk.71方位盤により管制した。その後、5インチ砲の撤去と同時に撤去されて、かわりにRAM近接防空ミサイルの21連装発射機とファランクスCIWSが2基ずつ設置された。また当初は20mm単装機銃6基が設置されていたが、これも75口径25mm単装機銃2基に換装された。

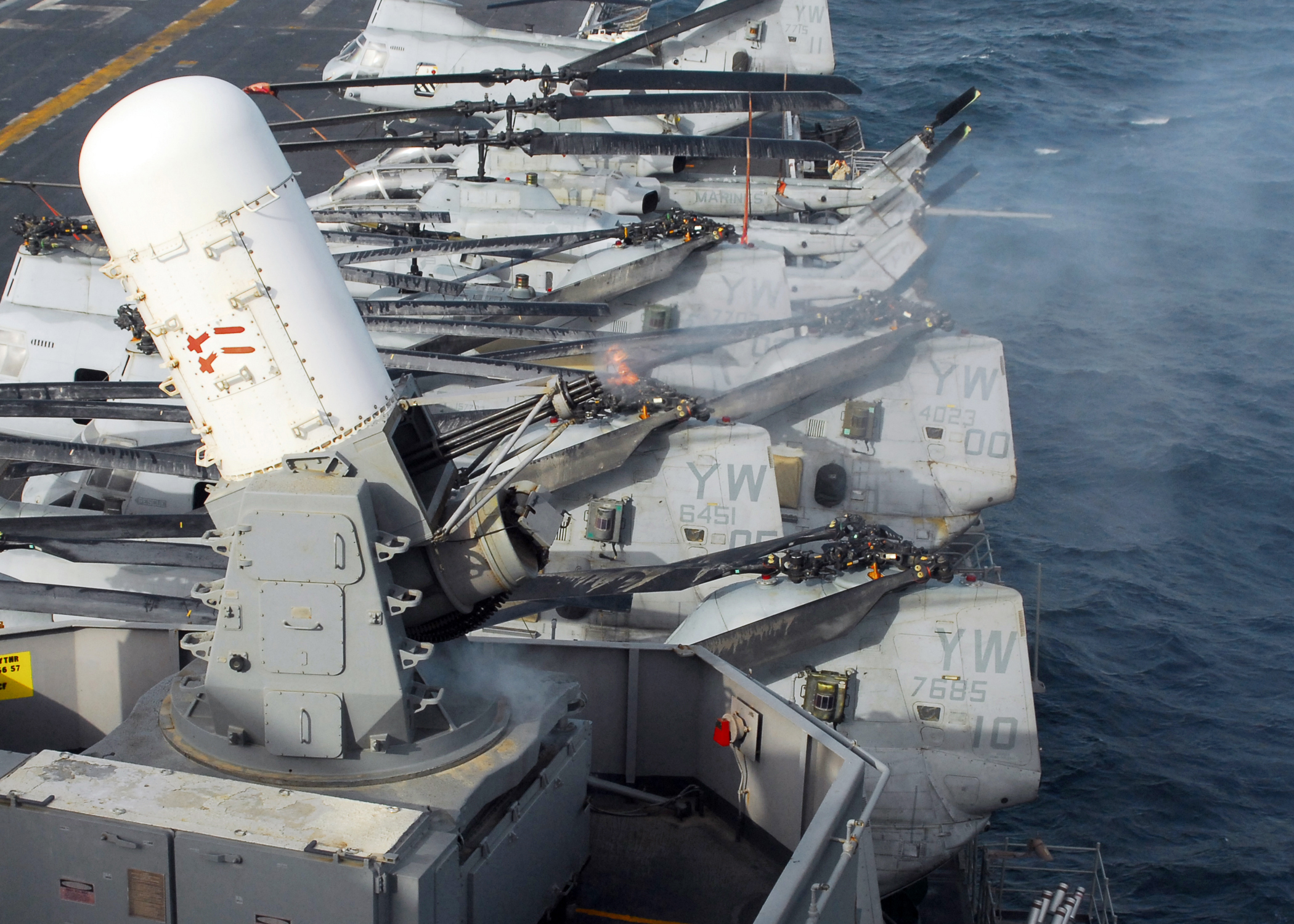
「ペリリュー」搭載のファランクスCIWS

なおレーダーとしては、対空捜索用にAN/SPS-40B、対水上捜索用にAN/SPS-10F、航空管制用にAN/SPN-35が搭載されたほか、本級では3次元レーダーの搭載も実現し、AN/SPS-52Bが搭載された。後に対空捜索レーダーは-40E、対水上捜索レーダーは-67、3次元レーダーはAN/SPS-48Eに更新されたほか、低空警戒レーダーとしてMk.23 TASが追加された。また戦術航法装置もAN/URN-20から-25に更新された。電子戦装置としては、当初はAN/WLR-1電波探知装置（ESM）が搭載され、後にAN/SLQ-32(V)3電波探知妨害装置に換装された。またMk 36 SRBOC（6連装デコイ発射機4基）も搭載された。
戦術情報処理装置として、後にACDSブロック0を装備したが、SSDSへの更新は棚上げされた。

## 諸元表

### 兵装・電装要目
|          | 竣工時                       | 改修後                         |
| -------- | ---------------------------- | ------------------------------ |
| 兵装     | 54口径127mm単装砲×3基        | ファランクス 20mmCIWS×2基      |
| 兵装     | シースパロー 8連装発射機×2基 | RAM 21連装発射機×2基           |
| 兵装     | 20mm単装機銃×6基             | 75口径25mm単装機銃×2基         |
| レーダー | AN/SPS-52B 3次元式           | AN/SPS-48E 3次元式             |
| レーダー | AN/SPS-40B 対空捜索用        | AN/SPS-40E 対空捜索用          |
| レーダー | AN/SPS-10F 対水上捜索用      | AN/SPS-67 対水上捜索用         |
| レーダー | AN/SPS-53 航法用             | AN/SPS-64 航法用               |
| レーダー | AN/SPG-60 砲射撃指揮用       | －                             |
| レーダー | AN/SPQ-9 砲射撃指揮用        | －                             |
| 電子戦   | AN/WLR-1 電波探知装置        | AN/SLQ-32(V)3 電波探知妨害装置 |

### 歴代強襲揚陸艦との比較
|              |            | LHA アメリカ級                | LHA アメリカ級                | LHD ワスプ級                  | LHD ワスプ級                  | LHA タラワ級 (最終状態)       | LPH イオー・ジマ級 (最終状態) |
| フライトI    | フライト0  | 8番艦                         | 1-7番艦                       |                               |                               | LHA タラワ級 (最終状態)       | LPH イオー・ジマ級 (最終状態) |
| ------------ | ---------- | ----------------------------- | ----------------------------- | ----------------------------- | ----------------------------- | ----------------------------- | ----------------------------- |
| 船体         | 満載排水量 | 50,000 t以上                  | 45,570 t                      | 41,335 t                      | 40,650 t                      | 39,300 t                      | 18,300 t                      |
| 船体         | 全長       | 257.3 m                       | 257.3 m                       | 257.3 m                       | 257.3 m                       | 254.2 m                       | 180.4 m                       |
| 船体         | 最大幅     | 32.3 m                        | 32.3 m                        | 42.7 m                        | 42.7 m                        | 38.4 m                        | 31.7 m                        |
| 機関         | 方式       | CODLOG                        | CODLOG                        | CODLOG                        | 蒸気タービン                  | 蒸気タービン                  | 蒸気タービン                  |
| 機関         | 出力       | 70,000 hp                     | 70,000 hp                     | 72,000 hp                     | 77,000 hp                     | 77,000 hp                     | 22,000 hp                     |
| 機関         | 速力       | 22ノット                      | 22ノット                      | 22ノット                      | 22ノット                      | 24ノット                      | 23ノット                      |
| 兵装         | 砲熕       | 25mm単装機関砲×2 - 4基        | 25mm単装機関砲×2 - 4基        | 25mm単装機関砲×2 - 4基        | 25mm単装機関砲×2 - 4基        | 25mm単装機関砲×2 - 4基        | 76mm連装砲×2基                |
| 兵装         | 砲熕       | ファランクス 20mmCIWS×2 - 3基 |                               |                               |                               |                               |                               |
| 兵装         | 砲熕       | 12.7mm連装機銃×3 - 8基        | 12.7mm連装機銃×3 - 8基        | 12.7mm連装機銃×3 - 8基        | 12.7mm連装機銃×3 - 8基        | 12.7mm連装機銃×3 - 8基        | ―                             |
| 兵装         | ミサイル   | ESSM 8連装発射機×2基          | ESSM 8連装発射機×2基          | シースパロー 8連装発射機×2基  | シースパロー 8連装発射機×2基  | ―                             | シースパロー 8連装発射機×2基  |
| 兵装         | ミサイル   | RAM 21連装発射機×2基          |                               |                               |                               |                               | シースパロー 8連装発射機×2基  |
| 航空運用機能 | 飛行甲板   | 全通（STOVL対応）             | 全通（STOVL対応）             | 全通（STOVL対応）             | 全通（STOVL対応）             | 全通（STOVL対応）             | 全通（STOVL対応）             |
| 航空運用機能 | 航空燃料   | 不明                          | 3,813 t                       | 1,960 t                       | 約1,200 t                     | 約1,200 t                     | 約1,200 t                     |
| 航空運用機能 | 搭載機数   | AV-8Bなら24機、F-35Bなら20機  | AV-8Bなら24機、F-35Bなら20機  | AV-8Bなら24機、F-35Bなら20機  | AV-8Bなら24機、F-35Bなら20機  | AV-8Bなら20機                 | AV-8なら12機                  |
| 航空運用機能 | 搭載機数   | MV-22Bなら42機                | MV-22Bなら42機                | MV-22Bなら42機                | MV-22Bなら42機                | CH-46なら38機                 | CH-46なら20機                 |
| 輸送揚陸機能 | 舟艇       | LCACなら2隻                   | なし                          | LCACなら3隻 LCM(6)なら12隻    | LCACなら3隻 LCM(6)なら12隻    | LCACなら1隻 LCM(6)なら20隻    | なし （7番艦のみLCVP×2隻）    |
| 輸送揚陸機能 | 上陸部隊   | 1個大隊揚陸チーム (約1,900名) | 1個大隊揚陸チーム (約1,900名) | 1個大隊揚陸チーム (約1,900名) | 1個大隊揚陸チーム (約1,900名) | 1個大隊揚陸チーム (約1,900名) | 1個大隊揚陸チーム (約1,900名) |
| 同型艦数     | 同型艦数   | 9隻予定                       | 2隻                           | 1隻                           | 7隻（1隻退役）                | 5隻（退役）                   | 7隻（退役）                   |

## 同型艦

### 一覧表
全艦がインガルス造船所で建造された。
| 艦番号 | 艦名                            | 発注            | 起工            | 進水            | 就役            | 退役            | 艦名の由来       |
| ------ | ------------------------------- | --------------- | --------------- | --------------- | --------------- | --------------- | ---------------- |
| LHA-1  | タラワ USS Tarawa               | 1969年 5月1日   | 1971年 11月15日 | 1973年 12月1日  | 1976年 5月29日  | 2009年 3月31日  | タラワの戦い     |
| LHA-2  | サイパン USS Saipan             |                 | 1972年 7月21日  | 1974年 7月20日  | 1977年 10月15日 | 2007年 4月20日  | サイパンの戦い   |
| LHA-3  | ベロー・ウッド USS Belleau Wood | 1969年 11月15日 | 1973年 3月5日   | 1977年 4月11日  | 1978年 9月23日  | 2005年 10月28日 | ベローの森の戦い |
| LHA-4  | ナッソー USS Nassau             | 1970年 11月6日  | 1973年 8月13日  | 1978年 1月21日  | 1979年 7月28日  | 2011年 3月31日  | ナッソーの戦い   |
| LHA-5  | ペリリュー USS Peleliu          |                 | 1976年 11月12日 | 1978年 11月25日 | 1980年 5月3日   | 2015年 3月31日  | ペリリューの戦い |

### 運用史
計画時は9隻の建造が予定されたが、1971年に後半4隻はキャンセルされた。その後、1984年度計画からは、LCAC-1級の運用に対応するなど設計を改訂したワスプ級の建造が開始された。LHAの追加建造であると思われないように、こちらにはLHD (Landing helicopter dock) という船体分類記号が付されたが、実質的にはLHAとほぼ変わらないものであった。
湾岸戦争の際には、本級2隻を含む艦隊がペルシア湾に派遣され、乗艦した部隊を上陸させたが、通常の揚陸作業であり、水陸両用作戦は行われなかった。ただし上記のように「ナッソー」が「ハリアー空母」として行動したほか、「タラワ」からもハリアー6機が出撃し、後には地上基地に移動して作戦を継続しており、ノーマン・シュワルツコフ将軍は「迅速・決定的な勝利に大きく貢献した3つの航空機」の1つにAV-8Bを挙げるほどであった。
当初、2003年度から近代化改修に入る予定だったが、上記のようにLCACの収容能力が低く、またMV-22Bの運用にも不適な部分があったことから、これはキャンセルされ、本級を退役させてアメリカ級により代替することになった。

## 登場作品

### 映画
『英雄の条件』
「ウェーク・アイランド」という架空の艦名で「タラワ」が登場。

### アニメ
『勇者王ガオガイガー』
TVアニメ第39話に「ベロー・ウッド」が登場。横須賀港に親善イベントで寄港している当艦が腸原種に取り込まれており、さらに劇中冒頭でも初野あやめと華そして牛山末男などの護のクラスメイトも訪れており当艦内を見学していた。

### 小説
『スーパー・ゼロ』
「ベロー・ウッド」が、アメリカ海兵隊第211攻撃飛行隊の母艦として登場。